# Pintura Kalighat
La pintura kalighat (en bengalí: কালীঘাট পটচিত্র) pot definir-se com un art popular que va sorgir durant el segle xix a la regió índia de Bengala Occidental. Relacionada amb el temple de la deessa Kali en Kaligat, a prop de Calcuta, erigit en 1809, es va caracteritzar per imatges devocionals per als pelegrins i per alguns temes profans en aquarel·la, sobretot paper entre 1830 i 1930.

## Història
La implantació a l'Índia de la Companyia Britànica de les Índies Orientals -que exportava te, cafè, arròs, sucre, espècies i productes tèxtils- va afavorir un curiós intercanvi artístic: la Companyia, interessada a fer estudis cartogràfics i etnogràfics del subcontinent indi, va portar artistes europeus per documentar els principals monuments i paisatges indis, així com la seva gent i costums; al seu torn, l'art occidental va influir en els artistes locals, que van aprendre la tècnica de la pintura a l'oli, així com la perspectiva i el clarobscur. Va sorgir així un estil denominat «art de la Companyia», caracteritzat per la tècnica occidental aplicada a representacions de diversos elements de la cultura hindú, generalment en escenes pintoresques de gust burgès. Paral·lelament, va néixer un estil conegut com a "Kalighat pat", desenvolupat a Calcuta, que barrejava l'art popular indi amb el realisme de l'art occidental.

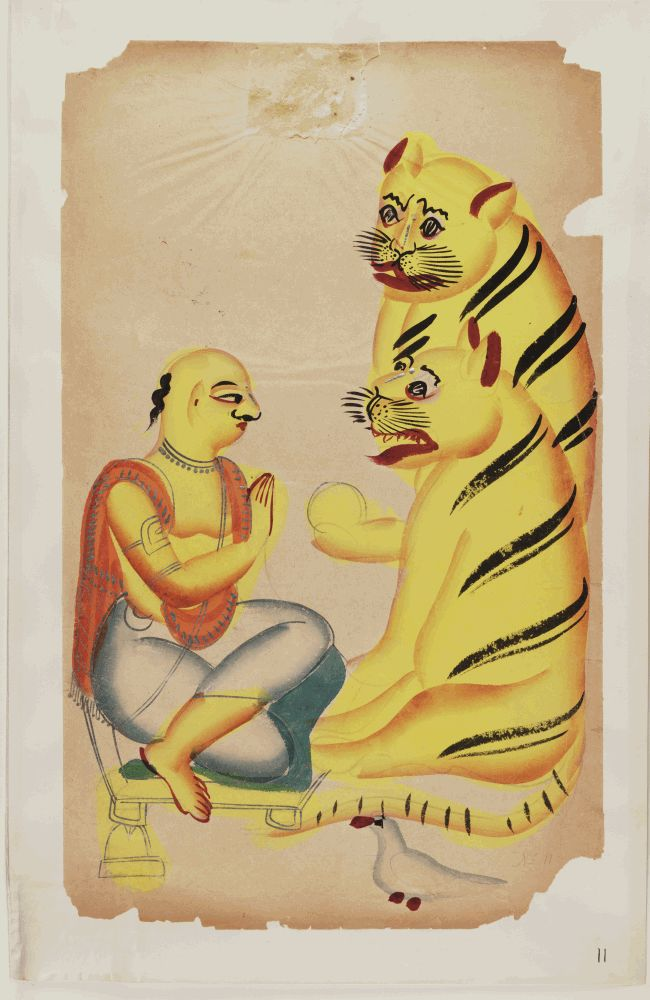
Artista desconegut d'estil Kalighat, Calcuta, 1875
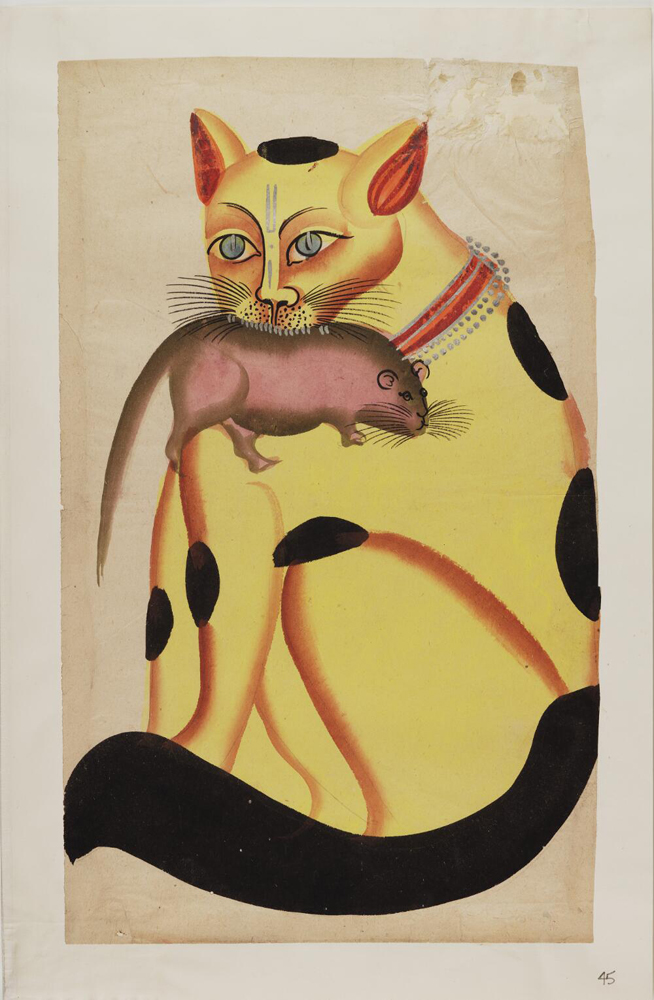
De la col·lecció de The Bodleian Library, University of Oxford
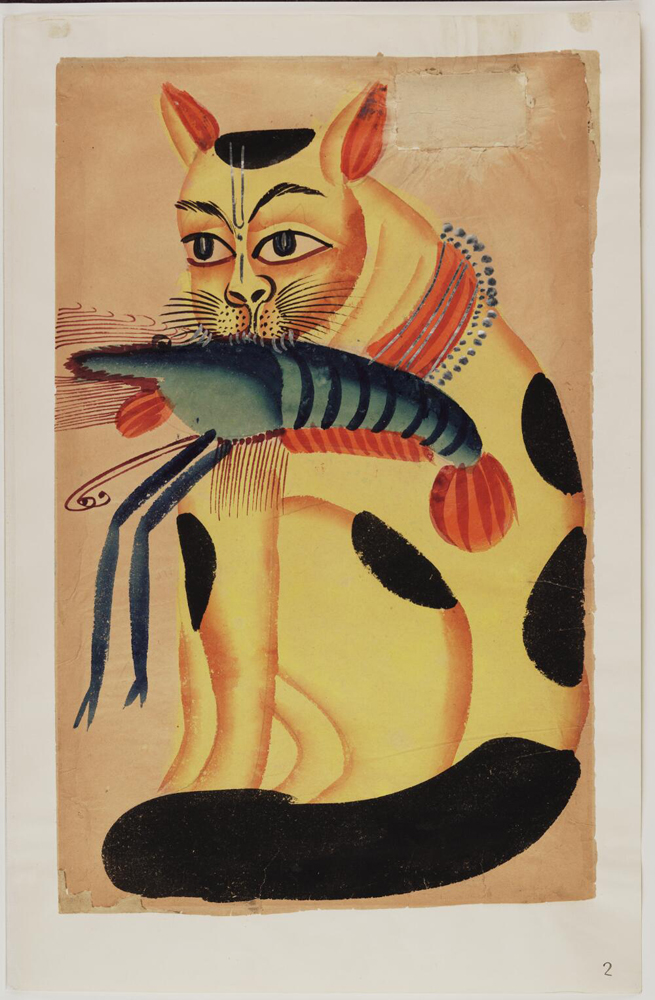
De la col·lecció de The Bodleian Library, University of Oxford
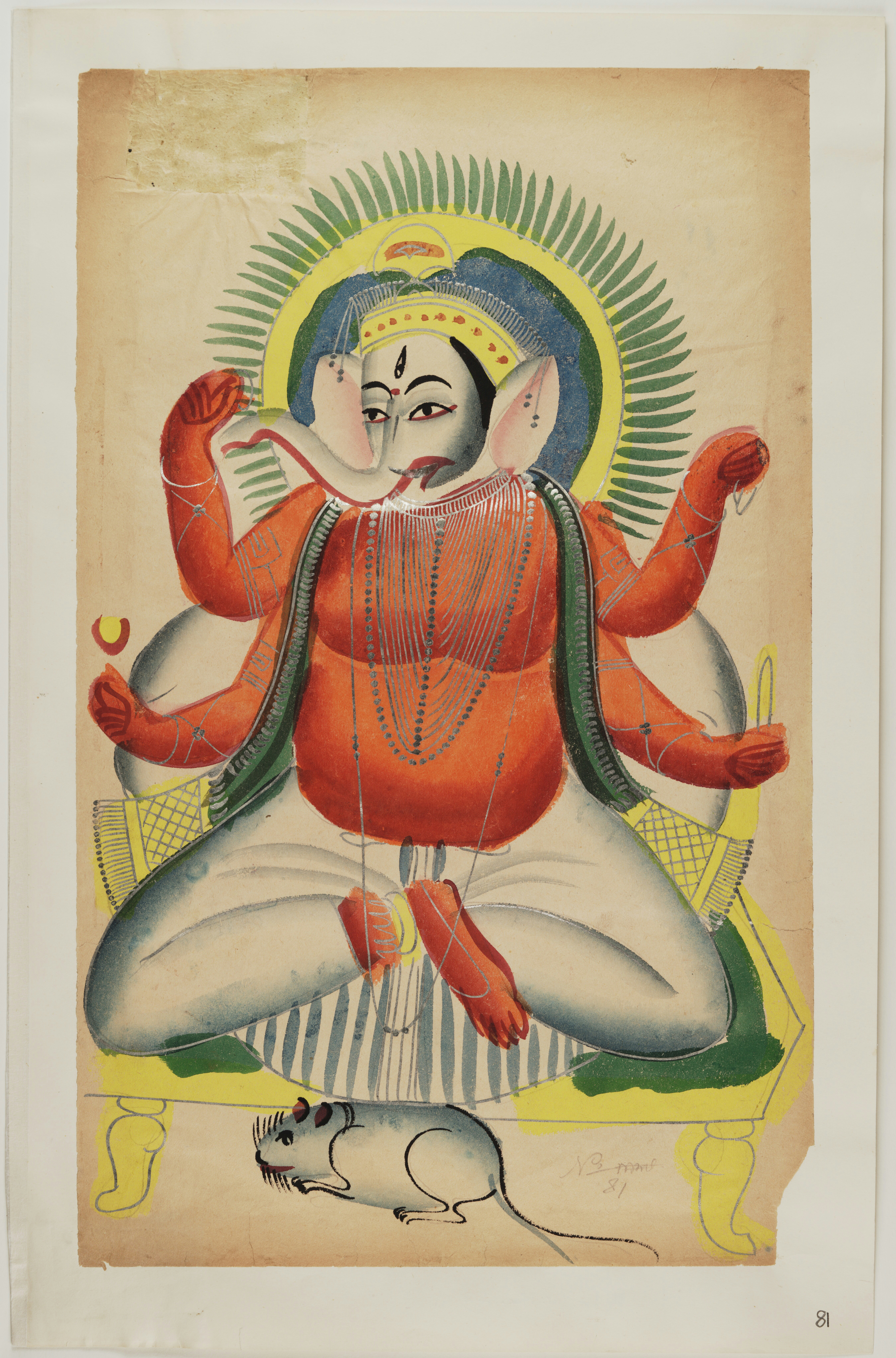
De la col·lecció de The Bodleian Library, University of Oxford
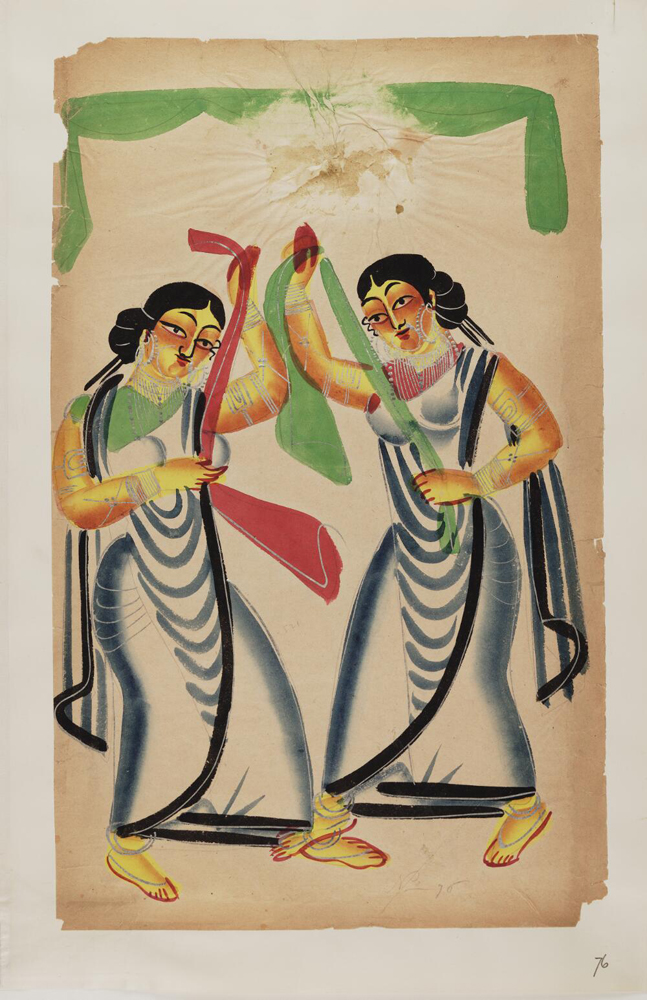
De la col·lecció de The Bodleian Library, University of Oxford
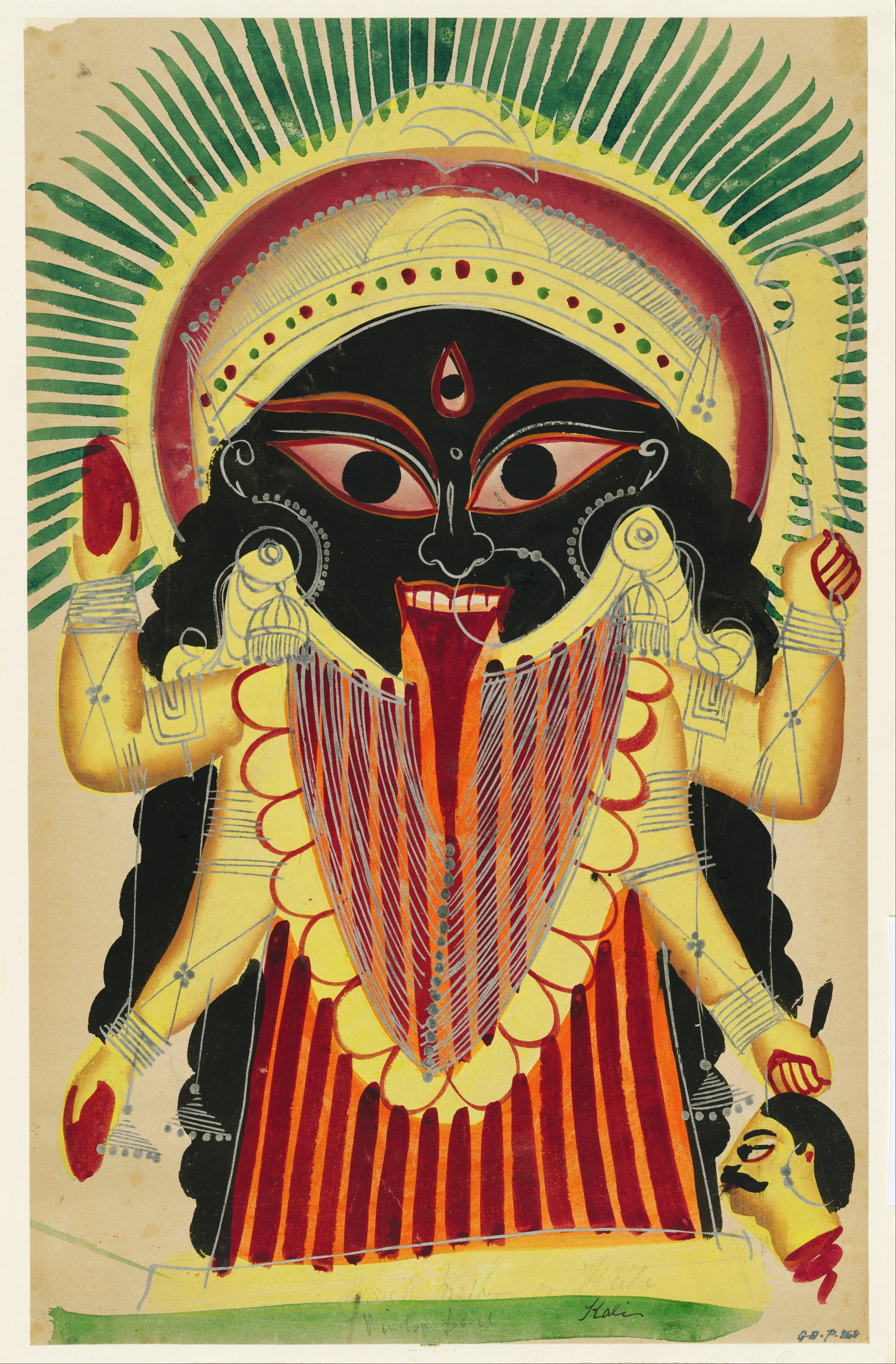
De la col·lecció de la National Gallery of Australia
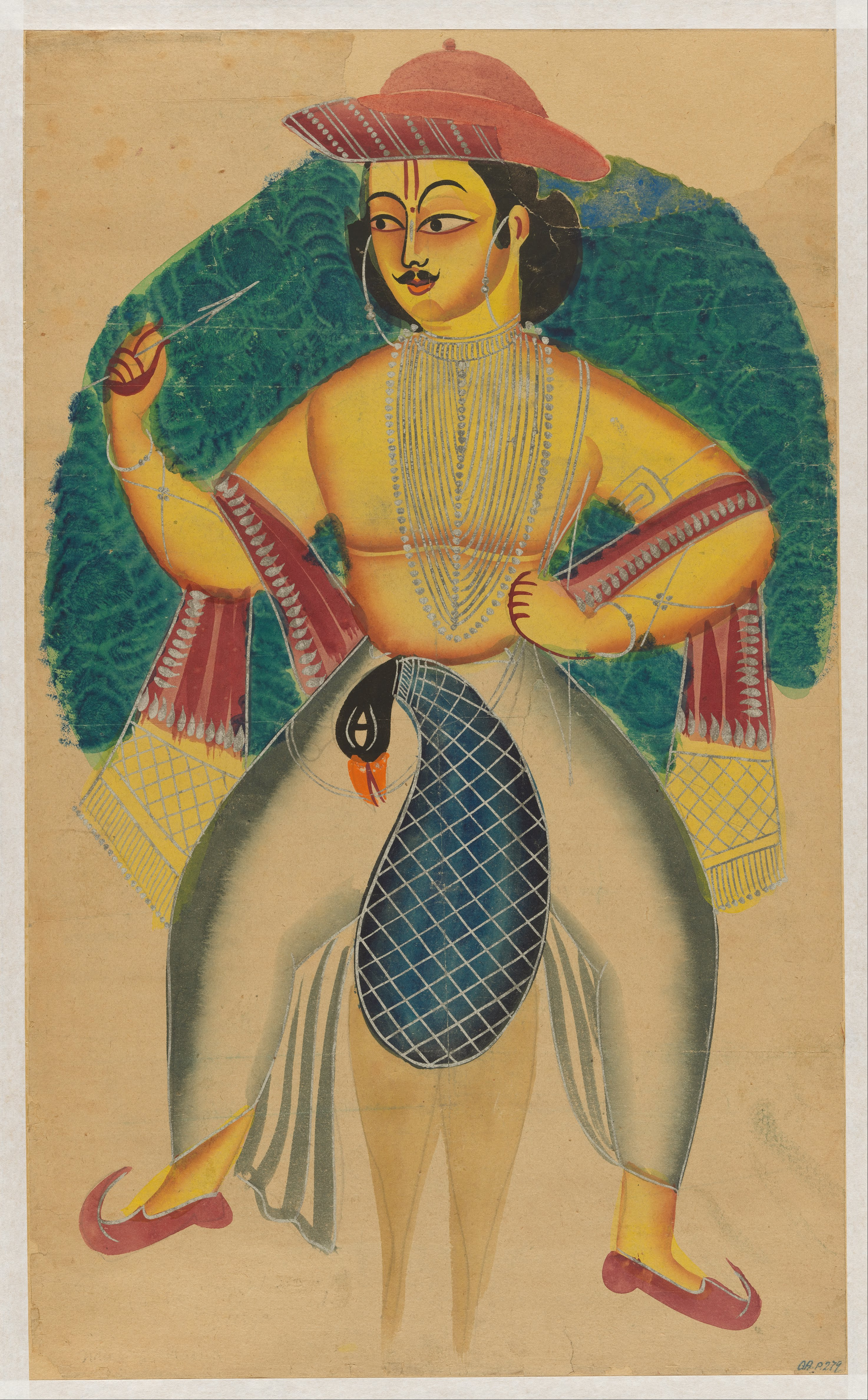
De la col·lecció de la National Gallery of Australia

Les pintures o dibuixos a l'estil Kalighat eren realitzades sobre paper, i els artistes que es dedicaven a realitzar aquestos dibuixos se'ls anomenava "patuas" (pintors tradicionals de Bengala que viatjaven de poble en poble amb rotllos de paper que havien pintat i desplegaven a mesura que cantaven la història als habitants). Les pintures es venien als voltants del famós temple Khaligat, entre el segle xix i principis del xx.
No es coneix amb exactitud la data de quan va néixer aquest estil, però pel tipus de paper usat i els primers quadres comprats pels europeus, és possible concloure que va haver de començar a poc temps després de la construcció del temple actual, als anys trenta del segle xix.
Entre 1880 i 1890, auestos dibuixos varen ser molt populars i la majoria dels que es poden veure en els museus són més o menys d'aquesta època.

## Presència a Museus
El museu que compta en el major nombre de dibuixos d'aquest tipus és el Museu Victòria i Albert de Londres, constituint la major col·lecció del món d'aquestes pintures, un total de 645 originals.
A més, la Bodleian Library d'Oxford, en té 110; el Museu Gurasaday, de Calcuta, 70; el Museu Puixkin de Moscou, 62, i el Museu d'Arqueologia i Antropologia de la Universitat de Filadèlfia, 57; i encara es poden trobar altres museus, repartits pel món, que tenen petites col·leccions d'aquestes aquarel·les.